# 萩田紀博
萩田 紀博（はぎた のりひろ、1954年 - ）は、日本のロボティクス研究者。現在、ATRロボティクス研究所所長。工学博士。

## 学歴
- 1954年　秋田県生まれ[1]
- 1972年　埼玉県立春日部高等学校卒業[2]
- 1976年　慶應義塾大学工学部電気工学科卒業
- 1978年　慶應義塾大学大学院工学研究科電気工学専攻 修士課程修了
- 1986年　工学博士 取得

## 職歴
- 1978年4月　　日本電信電話公社（現NTT株式会社）入社　武蔵野電気通信研究所基礎研究部
- 1996年7月　　NTTコミュニケーション科学研究所 研究企画部長
- 1999年1月　　NTTコミュニケーション科学基礎研究所　メディア情報研究部長
- 2000年4月　　NTTコミュニケーション科学基礎研究所　人間情報研究部長（兼任）
- 2001年10月　 株式会社国際電気通信基礎技術研究所(ATR) メディア情報科学研究所長
- 2002年4月　　神戸大学大学院連携講座客員教授
- 2002年10月　 株式会社国際電気通信基礎技術研究所(ATR) 知能ロボティクス研究所長兼務
- 2003年5月　 株式会社国際電気通信基礎技術研究所(ATR) 知能ロボティクス研究所長
- 2017年4月　 大阪芸術大学芸術学部アートサイエンス学科教授

## 受賞
- 産学官連携功労者表彰環境大臣賞（2015年）